# Пултуск (гмина)
Пултуск (пол. Pułtusk) — городско-сельская гмина (волость) в Польше, входит как административная единица в Пултуский повет, Мазовецкое воеводство. Население — 23 707 человек (на 2004 год).

## Демография
| Перепись                       | Всего   | Всего | Женщины | Женщины | Мужчины | Мужчины |
| ------------------------------ | ------- | ----- | ------- | ------- | ------- | ------- |
| Единицы                        | человек | %     | человек | %       | человек | %       |
| Население                      | 23 707  | 100   | 12 307  | 51,9    | 11 400  | 48,1    |
| Плотность населения (чел./км²) | 177,3   | 177,3 | 92      | 92      | 85,3    | 85,3    |

## Административный центр
В состав гмины входит город Пултуск, который исполняет функцию её административного центра.

## Сельские округа
1. Бяловежа
2. Бобы
3. Хмелево
4. Глодово
5. Гнойно
6. Грабувец
7. Громин
8. Ежево
9. Кацице
10. Клешево
11. Кокошка
12. Липа
13. Липники-Нове
14. Мошин
15. Ольшак
16. Павлувек
17. Плоцохово
18. Поникев
19. Пшемярово
20. Шигувек
21. Тшцинец
22. Закрент

## Соседние гмины
1. Гмина Гзы
2. Гмина Карнево
3. Гмина Обрыте
4. Гмина Покшивница
5. Гмина Шелькув
6. Гмина Винница
7. Гмина Заторы